# 福爾卡赫河 (施瓦巴赫河支流)
49°19′53.49″N 10°59′37.62″E / 49.3315250°N 10.9937833°E
福爾卡赫河是德國的河流，位於該國東南部，由巴伐利亞負責管轄，屬於施瓦巴赫河的右支流，河道全長7.4公里，流域面積14.9平方公里。